# 无梗越桔
无梗越桔（学名：Vaccinium henryi），为杜鹃花科越桔属下的一个植物种。